# Santa Maria Madalena (microregio)
Santa Maria Madalena is een van de 18 microregio's van de Braziliaanse deelstaat Rio de Janeiro. Zij ligt in de mesoregio Centro Fluminense en grenst aan de microregio's Campos dos Goytacazes, Macaé, Nova Friburgo, Cantagalo-Cordeiro en Santo Antônio de Pádua. De microregio heeft een oppervlakte van ca. 1.802 km². In 2006 werd het inwoneraantal geschat op 28.602.
Drie gemeenten behoren tot deze microregio:
- Santa Maria Madalena
- São Sebastião do Alto
- Trajano de Moraes

Mesoregio's: Baixadas Litorâneas · Centro Fluminense · Metropolitana do Rio de Janeiro · Noroeste Fluminense · Norte Fluminense · Sul Fluminense

Microregio's: Bacia de São João · Baía da Ilha Grande · Barra do Piraí · Campos dos Goytacazes · Cantagalo-Cordeiro · Itaguaí · Itaperuna · Lagos · Macacu-Caceribu · Macaé · Nova Friburgo · Rio de Janeiro · Santa Maria Madalena · Santo Antônio de Pádua · Serrana · Três Rios · Vale do Paraíba Fluminense · Vassouras